# Comuna de Lubartów
Lubartów (polaco: Gmina Lubartów) é uma gminy (comuna) na Polónia, na voivodia de Lublin e no condado de Lubartowski. A sede do condado é a cidade de Lubartów.
De acordo com os censos de 2004, a comuna tem 10 114 habitantes, com uma densidade 63,6 hab/km².

## Área
Estende-se por uma área de 158,94 km², incluindo:
- área agricola: 57%
- área florestal: 36%

## Demografia
Dados de 30 de Junho 2004:
|                      | Total   | Total | Mulheres | Mulheres | Homens  | Homens |
| -------------------- | ------- | ----- | -------- | -------- | ------- | ------ |
|                      | pessoas | %     | pessoas  | %        | pessoas | %      |
| População            | 10 114  | 100   | 5165     | 51,1     | 4949    | 48,9   |
| Densidade (pop./km²) | 63,6    | 100   | 32,5     | 32,5     | 31,1    | 31,1   |

De acordo com dados de 2002, o rendimento médio per capita ascendia a 1116,18 zł.

## Comunas vizinhas
- Firlej, Kamionka, Lubartów, Niedźwiada, Niemce, Ostrówek, Serniki, Spiczyn